# Загальне землеробство
Зага́льне землеро́бство — галузь науки, що досліджує теоретичні і практичні проблеми найраціональнішого використання орних земель, агроландшафтів, розробляє фізичні, хімічні, біологічні та механічні методи й прийоми підвищення родючості ґрунтів, урожайності сільськогосподарських культур, стабільності агроекосистем.

## Напрямки досліджень
Напрямки досліджень:
- Розроблення теоретичних основ зональних систем землеробства, методів і прийомів їх практичного застосування. Методи та системи раціонального використання орних земель, підвищення їх окультуреності і родючості, захисту від усіх видів, форм ерозії й деградації.
- Розроблення наукових принципів і агротехнічних методів регулювання агрофізичних та біологічних процесів у ґрунті, оптимізації водного, повітряного, теплового режимів, біологічної активності, динаміки агрофізичних властивостей.
- Дослідження й обґрунтування теоретичних і практичних основ оптимізації структури посівних площ, зональних сівозмін агротехнологічного та організаційного їх ведення, освоєння й удосконалення в напрямку оптимального використання фотосинтетично активної радіації, антропогенної енергії та людського фактора аграрних територій.
- Обґрунтування для окремих видів і груп культурних рослин оптимальних параметрів основних агрофізичних властивостей ґрунту, шляхів цілеспрямованого їх регулювання в орному та підорному шарах із використанням механічних і хімічних прийомів. Розроблення наукових основ зональних способів і систем обробітку ґрунту під окремі культури та в сівозмінах з урахуванням необхідності раціонального використання енергії, ґрунтозахисту, охорони довкілля.
- Вивчення процесів деформації в орному і підорному шарах ґрунту під дією ходових систем тракторів, посівних, збиральних, транспортних засобів, знарядь обробітку ґрунту, їх впливу на продуктивність польових культур, агроекосистем та деградаційні явища у ґрунті й агроландшафтах. Розроблення заходів запобігання та усунення надмірного ущільнення ґрунтів.
- Дослідження процесів ерозії і дефляції та розроблення зональних комплексів агротехнічних, агромеліоративних організаційних заходів і систем ведення господарства, які забезпечують високу ефективність функціонування агроекосистем та підтримку втрат ґрунту на рівні, що не перевищує його природної відновлювальної здатності.
- Розроблення наукових основ і практичних заходів сільськогосподарського використання й рекультивації земель, порушених дією природних та антропогенних чинників.
- Дослідження проблем поєднання окремих операцій і прийомів в одному технологічному процесі та оцінка комбінованих машин, агрегатів.
- Вивчення оптимальних параметрів поверхні ґрунту, будови посівного, орного і кореневмісного шару та динаміки їх зміни у часі, розроблення регламентів технологічних операцій та агровимог до ґрунтообробних і окремих видів меліоративних знарядь для їх

здійснення.
- Теорія й методи агрономічного контролю за якістю основного передпосівного обробітку, догляду за посівами та заходів контролю шкодочинності бур'янів. Розроблення агровимог до приладів і обладнання для оперативного контролю за якістю польових робіт.
- Теорія планування та методика лабораторного й польового експерименту в землеробстві.
- Розроблення теоретичних та практичних засад синтезу агрономічних, екологічних і соціально-економічних знань у формуванні систем землеробства на державному, зональному й локальному рівнях.